# Gliceraldeide-3-fosfato deidrogenasi (ferredossina)
La gliceraldeide-3-fosfato deidrogenasi (ferredossina) è un enzima appartenente alla classe delle ossidoreduttasi, che catalizza la seguente reazione:
D-gliceraldeide-3-fosfato + H2O + 2 ferredossina ossidata ⇄ 3-fosfo-D-glicerato + 2 H+ + 2 ferredossina ridotta
Contiene tungsteno-molibdopterina e gruppi ferro-zolfo. Si pensa che questo enzima funzioni al posto della gliceraldeide-3-fosfato deidrogenasi e possibilmente della fosfoglicerato chinasi nel nuovo pathway glicolitico Embden-Meyerhof-tipo trovato in Pyrococcus furiosus [1]. È specifica per la gliceraldeide-3-fosfato.